# SN 2010ma
SN 2010ma – supernowa typu Ic odkryta 19 grudnia 2010 roku w galaktyce A004855-3433. Jej jasność pozostaje nieznana.